# Tabel
Il tabel è una miscela di spezie molto impiegata nella cucina araba, in particolare quella tunisina. 
Il tabel viene impiegato in numerose ricette tunisine, ed è fra le spezie più usate in Tunisia per insaporire il cuscus.

## Ingredienti
È composto da aglio secco macinato, peperoncino rosso secco, coriandolo e carvi, una spezie ricavata dai semi del carum carvi, simile al cumino e molto diffusa nel Maghreb, soprattutto in Tunisia e in Libia.